# Stipe Biuk
Stipe Biuk (Spalato, 26 dicembre 2002) è un calciatore croato, attaccante del Real Valladolid.

## Caratteristiche tecniche
Ala sinistra molto abile nel dribbling è, inoltre, dotato di un'ottima visione di gioco.

## Carriera

### Club

#### Hajduk Spalato
Cresciuto nel settore giovanile dell'Hajduk Spalato, il 16 gennaio 2021 sigla il suo contratto professionistico con il club firmando sino al 2026. Debutta in prima squadra il 2 marzo 2021 in occasione dell'ottavo di finale di Coppa di Croazia vinto 3-0 contro il NK Zagabria, subentra al 76' minuto al posto di Jairo. Due settimane dopo l'esordio con la prima squadra debutta anche in 1.HNL nella partita casalinga contro il Sebenico vinta 1-0. Il primo maggio dello stesso anno segna, nel derby dell'Adriatico vinto per 3-2, la prima rete con i Bili. Chiude la stagione inaugurale con la prima squadra con 3 reti e 3 assist in 9 partite disputate, mentre con la sezione U-19 vince da capitano il campionato di categoria. 26 maggio 2022 subentra nella vittoriosa finale di Coppa di Croazia contro il Rijeka (1-3) aggiudicandosi così il primo trofeo seniores in carriera.
Il 18 agosto seguente sigla la sua prima rete in un match europeo in occasione del turno di andata del playoff di Conference League perso contro il Villarreal (4-2).

#### Los Angeles FC
Il 30 dicembre 2022 viene annunciato il suo passaggio tra le file del Los Angeles FC. Debutta in maglia oronera il 4 marzo 2023, subentra a Carlos Vela in occasione del match di MLS vinto 3-2 ai danni del Portland Timbers. Sette giorni dopo realizza il suo primo gol in MLS, mette a referto la rete del definitivo 4-0 ai danni del N.E. Revolution.

#### Real Valladolid ed il prestito all'Hajduk Spalato
Il 25 gennaio 2024, l'attaccante croato viene ceduto in prestito per sei mesi con diritto di riscatto al Real Valladolid. Debutta con Los Blanquivioletas il 12 febbraio seguente, subentra ad Amath Ndiaye nel match casalingo di Segunda División terminato a reti bianche contro l'Albacete. Terminato il semestre nel Real Valladolid con 11 presenze all'attivo e la promozione in Primera División, l'8 luglio 2024 viene riscattato dal club spagnolo firmando così un contratto valido fino al 30 giugno 2029.
Il 1º settembre seguente fa il suo ritorno all'Hajduk Spalato, venendo ceduto in prestito secco fino al termine della stagione. Scende in campo il 13 settembre subentrando a  Bruno Durdov nel derby di campionato vinto in casa della Dinamo Zagabria (0-1). Il 20 ottobre segna il primo gol dal suo ritorno all'Hajduk, mettendo a referto la rete del definitivo 0-2 contro lo Slaven Belupo.

### Nazionale
Nel maggio 2021 viene convocato dalla nazionale under-21 croata per prendere parte alla fase a eliminazione diretta del campionato europeo di categoria; il 31 maggio esordisce subentrando nella ripresa del quarto di finale perso 2-1 contro la Spagna ai tempi supplementari, allo scadere del secondo tempo regolamentare ottiene il rigore poi trasformato per il momentaneo pareggio da Luka Ivanušec.
Il 2 settembre 2021 nell'incontro vinto 2-0 ai danni dell'Azerbaigian gioca la sua prima partita da titolare con la casacca dei Mladi Vatreni. Il 17 novembre 2022 sigla una doppietta nell'amichevole vinta ai danni della Polonia.

## Statistiche
Statistiche aggiornate al 31 maggio 2021.

### Presenze e reti nei club
| Stagione        | Squadra           | Campionato      | Campionato | Campionato | Coppe nazionali | Coppe nazionali | Coppe nazionali | Coppe continentali | Coppe continentali | Coppe continentali | Altre coppe | Altre coppe | Altre coppe | Totale | Totale | Totale |
| Stagione        | Squadra           | Comp            | Pres       | Reti       | Comp            | Pres            | Reti            | Comp               | Pres               | Reti               | Comp        | Pres        | Reti        | Pres   | Reti   |        |
| --------------- | ----------------- | --------------- | ---------- | ---------- | --------------- | --------------- | --------------- | ------------------ | ------------------ | ------------------ | ----------- | ----------- | ----------- | ------ | ------ | ------ |
| 2020-2021       | Hajduk Spalato II | 2.HNL           | 1          | 0          |                 | -               | -               |                    | -                  | -                  |             | -           | -           | 1      | 0      |        |
| 2020-2021       | Hajduk Spalato    | 1.HNL           | 9          | 3          | CC              | 2               | 0               |                    | -                  | -                  |             | -           | -           | 11     | 3      |        |
| Totale carriera | Totale carriera   | Totale carriera | 10         | 3          |                 | 2               | 0               |                    | 0                  | 0                  |             | -           | -           | 12     | 3      |        |

### Cronologia presenze e reti in nazionale
| Cronologia completa delle presenze e delle reti in nazionale ― Croazia under 21 | Cronologia completa delle presenze e delle reti in nazionale ― Croazia under 21 | Cronologia completa delle presenze e delle reti in nazionale ― Croazia under 21 | Cronologia completa delle presenze e delle reti in nazionale ― Croazia under 21 | Cronologia completa delle presenze e delle reti in nazionale ― Croazia under 21 | Cronologia completa delle presenze e delle reti in nazionale ― Croazia under 21 | Cronologia completa delle presenze e delle reti in nazionale ― Croazia under 21 | Cronologia completa delle presenze e delle reti in nazionale ― Croazia under 21 |
| Data                                                                            | Città                                                                           | In casa                                                                         | Risultato                                                                       | Ospiti                                                                          | Competizione                                                                    | Reti                                                                            | Note                                                                            |
| ------------------------------------------------------------------------------- | ------------------------------------------------------------------------------- | ------------------------------------------------------------------------------- | ------------------------------------------------------------------------------- | ------------------------------------------------------------------------------- | ------------------------------------------------------------------------------- | ------------------------------------------------------------------------------- | ------------------------------------------------------------------------------- |
| 31-5-2021                                                                       | Maribor                                                                         | Spagna under 21                                                                 | 2 – 1 dts                                                                       | Croazia under 21                                                                | Europeo Under-21 2021 - Quarti di finale                                        | -                                                                               | 78’                                                                             |
| 2-9-2021                                                                        | Velika Gorica                                                                   | Croazia under 21                                                                | 2 – 0                                                                           | Azerbaigian under 21                                                            | Qual. Europeo Under-21 2023                                                     | -                                                                               | 68’                                                                             |
| 7-9-2021                                                                        | Oulu                                                                            | Finlandia under 21                                                              | 0 – 2                                                                           | Croazia under 21                                                                | Qual. Europeo Under-21 2023                                                     | -                                                                               | 62’                                                                             |
| 12-10-2021                                                                      | Sumqayıt                                                                        | Azerbaigian under 21                                                            | 1 – 5                                                                           | Croazia under 21                                                                | Qual. Europeo Under-21 2023                                                     | -                                                                               | 72’                                                                             |
| 11-11-2021                                                                      | Pola                                                                            | Croazia under 21                                                                | 2 – 0                                                                           | Estonia under 21                                                                | Qual. Europeo Under-21 2023                                                     | -                                                                               | 64’                                                                             |
| 29-3-2022                                                                       | Varaždin                                                                        | Croazia under 21                                                                | 2 – 3                                                                           | Finlandia under 21                                                              | Qual. Europeo Under-21 2023                                                     | -                                                                               | 46’                                                                             |
| 23-9-2022                                                                       | Pola                                                                            | Croazia under 21                                                                | 2 – 1                                                                           | Danimarca under 21                                                              | Qual. Europeo Under-21 2023                                                     | -                                                                               | 68’                                                                             |
| 27-9-2022                                                                       | Vejle                                                                           | Danimarca under 21                                                              | 2 – 1 (4 – 5 dtr)                                                               | Croazia under 21                                                                | Qual. Europeo Under-21 2023                                                     | -                                                                               | 56’ 70’                                                                         |
| 17-11-2022                                                                      | Pola                                                                            | Croazia under 21                                                                | 3 – 1                                                                           | Polonia under 21                                                                | Amichevole                                                                      | 2                                                                               | 72’                                                                             |
| 21-11-2022                                                                      | Pola                                                                            | Croazia under 21                                                                | 1 – 1                                                                           | Austria under 21                                                                | Amichevole                                                                      | -                                                                               | 62’                                                                             |
| 12-9-2023                                                                       | Klaksvík                                                                        | Fær Øer under 21                                                                | 2 – 4                                                                           | Croazia under 21                                                                | Qual. Europeo Under-21 2025                                                     | -                                                                               |                                                                                 |
| 13-10-2023                                                                      | Tripoli                                                                         | Grecia under 21                                                                 | 2 – 2                                                                           | Croazia under 21                                                                | Qual. Europeo Under-21 2025                                                     | -                                                                               | 71’                                                                             |
| 17-10-2023                                                                      | Velika Gorica                                                                   | Croazia under 21                                                                | 2 – 0                                                                           | Bielorussia under 21                                                            | Qual. Europeo Under-21 2025                                                     | -                                                                               | 70’                                                                             |
| 20-11-2023                                                                      | Armavir                                                                         | Bielorussia under 21                                                            | 0 – 1                                                                           | Croazia under 21                                                                | Qual. Europeo Under-21 2025                                                     | -                                                                               | 66’                                                                             |
| 21-3-2024                                                                       | Andorra la Vella                                                                | Andorra under 21                                                                | 0 – 3                                                                           | Croazia under 21                                                                | Qual. Europeo Under-21 2025                                                     | -                                                                               | 82’                                                                             |
| 26-3-2024                                                                       | Faro                                                                            | Portogallo under 21                                                             | 5 – 1                                                                           | Croazia under 21                                                                | Qual. Europeo Under-21 2025                                                     | -                                                                               | 46’                                                                             |
| 7-6-2024                                                                        | Vrbovec                                                                         | Croazia under 21                                                                | 2 – 3                                                                           | Irlanda under 21                                                                | Amichevole                                                                      | -                                                                               | 60’                                                                             |
| 11-6-2024                                                                       | Zagabria                                                                        | Croazia under 21                                                                | 2 – 5                                                                           | Svezia under 21                                                                 | Amichevole                                                                      | -                                                                               | 46’                                                                             |
| 15-11-2024                                                                      | Tbilisi                                                                         | Georgia under 21                                                                | 1 – 0                                                                           | Croazia under 21                                                                | Qual. Europeo Under-21 2025                                                     | -                                                                               | 59’                                                                             |
| 19-11-2024                                                                      | Fiume                                                                           | Croazia under 21                                                                | 3 – 2 (6 – 7 dtr)                                                               | Georgia under 21                                                                | Qual. Europeo Under-21 2025                                                     | -                                                                               | 85’                                                                             |
| Totale                                                                          |                                                                                 | Presenze                                                                        | 20                                                                              |                                                                                 | Reti                                                                            | 2                                                                               |                                                                                 |

## Palmarès

### Club

#### Competizioni giovanili
- Juniorsko prvenstvo Hrvatske u nogometu: 1

Hajduk Spalato: 2020-2021

#### Competizioni nazionali
- Coppa di Croazia: 1

Hajduk Spalato: 2021-2022